# Gegentempel
Der Gegentempel (oder Gegenkapelle) ist eine an der Rückseite eines ägyptischen Tempels angebaute Kultstelle. Sie diente für Außenstehende zur Anbetung der Gottheit, die sich für gewöhnlich im Tempelinneren im Sanktuar befand. Das Bild der Gottheit war an der Außenwand angebracht und oft durch einen Metallbelag hervorgehoben. Gelegentlich wurde das Bild auch von einem kioskartigen Anbau oder einem kleinen Tempel geschützt.
Gegentempel finden sich in den Haupttempeln von Karnak (Amun, Mut, Chons, Month), in Deir el-Medina, Deir el-Schelwit, am Tempel von Schenhur, am Isis-Tempel von Dendera (mit Kultnische), in Kalabscha, ad-Dakka (mit Kultnische) und Tanis. Gegen den Amun-Tempel von Karnak stößt von hinten ein Tempel des Re-Harachte, gegen den Tempel der Mut ein Maat-Heiligtum. Der Ptah-Tempel von Memphis und der Tempel des Re-Harachte von Heliopolis besaßen zwei entgegengesetzte Kultachsen.